# Гарвест (Алабама)
Гарвест (англ. Harvest) — переписна місцевість (CDP) в США, в окрузі Медісон штату Алабама. Населення — 5893 особи (2020).

## Географія
Гарвест розташований за координатами 34°51′18″ пн. ш. 86°45′31″ зх. д. / 34.85500° пн. ш. 86.75861° зх. д. (34.854994, -86.758648).  За даними Бюро перепису населення США в 2010 році переписна місцевість мала площу 32,11 км², з яких 31,94 км² — суходіл та 0,17 км² — водойми.

## Демографія
Згідно з переписом 2010 року, у переписній місцевості мешкала 5281 особа в 1882 домогосподарствах у складі 1512 родин. Густота населення становила 164 особи/км².  Було 1976 помешкань (62/км²).
Расовий склад населення:
| - 62,2 % — білих - 31,7 % — чорних або афроамериканців - 1,2 % — азіатів - 0,5 % — корінних американців - 0,1 % — вихідців з тихоокеанських островів - 1,1 % — осіб інших рас |

До двох чи більше рас належало 3,2 %. Частка іспаномовних становила 3,1 % від усіх жителів.
За віковим діапазоном населення розподілялося таким чином: 28,1 % — особи молодші 18 років, 62,7 % — особи у віці 18—64 років, 9,2 % — особи у віці 65 років та старші. Медіана віку мешканця становила 35,2 року. На 100 осіб жіночої статі у переписній місцевості припадало 99,1 чоловіків;  на 100 жінок у віці від 18 років та старших — 93,4 чоловіків також старших 18 років.
Середній дохід на одне домашнє господарство  становив 94 153 долари США (медіана — 63 708), а середній дохід на одну сім'ю — 102 381 долар (медіана — 62 645). Медіана доходів становила 47 724 долари для чоловіків та 35 483 долари для жінок. За межею бідності перебувало 5,5 % осіб, у тому числі 10,7 % дітей у віці до 18 років та 11,6 % осіб у віці 65 років та старших.
Цивільне працевлаштоване населення становило 2866 осіб. Основні галузі зайнятості: освіта, охорона здоров'я та соціальна допомога — 17,5 %, виробництво — 17,2 %, науковці, спеціалісти, менеджери — 12,8 %, мистецтво, розваги та відпочинок — 10,6 %.